# Otto Griebel
Otto Griebel (Meerane, 31 maart 1895 – Dresden, 7 maart 1972) was een Duitse schilder, vertegenwoordiger van de nieuwe zakelijkheid en proletarisch-revolutionaire kunst.

## Biografie
Otto Griebel was de zoon van een decorateur. In 1909 ging hij in de leer bij een decoratief schilder. Korte tijd later schreef hij zich in aan de Königliche Zeichenschule in Dresden, waar hij Otto Dix ontmoette. Van 1911 tot 1915 studeerde Griebel glasbrandschilderen bij Josef Goller aan de Kunstgewerbeschule, eveneens te Dresden. Hij schilderde er ook zijn eerste olieverfschilderijen.
In augustus 1915 werd Griebel soldaat in de Eerste Wereldoorlog. Na de oorlog was hij lid van de revolutionaire Arbeiders -en Soldatenraad van Dresden en werd hij lid van de Kommunistische Partei Deutschlands (KPD). In 1919 was Griebel een leerling van Robert Sterl aan de academie van Dresden waar hij Oskar Kokoschka leerde kennen. In 1919/1920 werkte hij samen met de dadaïsten en maakte er deel uit van de Dresdner Dada groep. Hij sloot vriendschap met George Grosz en John Heartfield. In 1922, 1925 en 1931 nam hij deel aan de expressionistische Dresdner Sezession Gruppe. In 1924 was hij medeoprichter van de Rote Gruppe, een communistische kunstgroep. Een bekend werk uit die periode is "Die Internationale" uit 1929 of 1930, nu in het Deutsches Historisches Museum te Berlijn.
Via zijn vriend, Otto Kunze, een muzikant en marionettenspeler, kwam hij in contact met het poppentheater. Hij richtte samen met Kunze een marionettentheater op waarin hij zelf actief was als handpoppenspeler en ontwierp ook de bijbehorende decors. Op het repertoire stonden o.m. marionettencabaret, een bewerking van Faust en een satirische bewerking van Wagner, onder de titel ‘Der Lohntütengrien’. Griebels collectie is nu in handen van de Staatliche Kunstsammlungen Dresden.
Na de machtsovername door de nationaalsocialisten werd Griebel in 1933 gearresteerd door de Gestapo. Zijn werk werd gecategoriseerd als Entartete Kunst. Vanaf dat moment was hij lid van de Sieben Spaziergänger, een groep antifascistische kunstenaars die vooral tijdens natuurwandelingen ideeën uitwisselden. In 1939 slaagde de groep er toch in een tentoonstelling te organiseren in de nog steeds bestaande galerij Kühl te Dresden. Veel werken van Griebel werden vernietigd tijdens het bombardement op Dresden in februari 1945. Na de oorlog leefde en werkte hij in de DDR.
In 2012 werden er tijdens de Schwabinger Kunstfund twee werken van Griebel in de collectie van Cornelius Gurlitt ontdekt: ‘’Kind am Tisch’’ en de aquarel ‘’Die Verschleierte’’.

## Werken
- Der Schiffsheizer, (1920)[5]
- Der Arbeitslose (fragment), (1921)[6]
- Ausstellung Billiger Ware, (1923)[7]
- Materialmenschen, (1923)[8]
- Nackte Hure, (1923)[9]
- Die Internationale, (1929/1930)[10]
- Portret van de architect Burckhardt, (1930)[11]